# 三戸街道
三戸街道（さんのへかいどう）は、青森県八戸市から、同県三戸郡三戸町に至る街道。

## 概要
幕政時代、八戸城惣門から新荒町、福地村、藩境の六枚橋（青森県三戸郡南部町）を経て、奥州街道三戸宿へ至る南部藩（盛岡藩・八戸藩）の脇街道

## 伝馬継所
- 八戸城下 八日町
- 三戸宿（青森県三戸郡三戸町）